# Roberto Arias
Roberto Emilio Arias (26 de octubre de 1918 – 22 de noviembre de 1989), conocido como Tito, fue un abogado, diplomático y periodista panameño que fue esposo de dame Margot Fonteyn. Arias provenía de una prominente familia política de Panamá, cuyos miembros habían alcanzado la presidencia cuatro veces;  entre ellos, su propio padre, Harmodio Arias.
Arias fue educado en Peddie School en Highstown, Nueva Jersey, y en St. John’s College, en Cambridge.  Desde 1942 a 1946 el editó el periódico de su familia, El Panamá América. 
En 1955, Arias se casó con la gran bailarina inglesa Margot Fonteyn, tras divorciarse de su primera esposa, con quien tuvo tres hijos. Después de su matrimonio, Arias fue nombrado embajador de Panamá ante el Reino Unido. En 1959 él y dame Margot fueron acusados de intento de contrabando de armas desde su yate a poca distancia de las costas de Panamá.  Arias fue acusado de intentar provocar una revuelta en contra de Ernesto de la Guardia Jr.,  quien era el presidente en ese momento. Dame Margot fue deportada inmediatamente a Inglaterra y Arias se refugió en la embajada de Brasil por dos meses antes de que se le diera un salvo conducto fuera del país. Finalmente los cargos fueron retirados y después del cambio de gobierno, se le permitió a la pareja el regreso a Panamá.
En mayo de 1964 fue elegido en la Asamblea Nacional, ésta fue su primera incursión en la política activa. Dos meses más tarde recibió un disparo en una discusión con un amigo y antiguo asociado político, Alberto Jiménez, en la esquina de un barrio de la ciudad de Panamá. Se rumoró que el disparo fue resultado de un amorío que Arias mantenía con la esposa de Jiménez. Arias fue tratado por 18 meses en hospitales británicos y pasó el resto de su vida cuadrapléjico, confinado a una silla de ruedas. Una de las razones que mantuvo a Fonteyn en la danza tanto tiempo fue para poder pagar las enormes cuentas médicas de Arias. Colette Clark, una amiga cercana que trabajaba con Fonteyn en la Royal Academy of Dancing, dijo:

La gente dice que fue una tragedia que le dispararan. Por supuesto que no fue una tragedia, porque ella recibió lo que quería. Alguien a quien cuidar, amar y mimar con toda la devoción y fuerza de su maravillosa personalidad.

Durante la ausencia de Fonteyn de Panamá en giras como bailarina, una mujer de clase acomodada llamada Anabella Vallarino se mudaba a la casa de Arias como su amante y salía antes de que Fonteyn regresara. El día que Tito murió Vallarino se suicidó tomándose una botella de cloro y los dos fueron sepultados en el mismo día.